# アルミニウム合金製の鉄道車両一覧
アルミニウム合金製の鉄道車両一覧（アルミニウムごうきんせいのてつどうしゃりょういちらん）は、アルミニウム合金を採用している鉄道車両の一覧。

## 日本

### 新幹線車両

#### 東海道・山陽・九州・西九州新幹線系統
- 新幹線300系電車（廃系列）
- 新幹線500系電車
- 新幹線700系電車
- 新幹線N700系電車
- 新幹線N700S系電車
- 新幹線800系電車
- 新幹線923形電車（事業用）
- 新幹線500系電車900番台（廃系列・試験用）
- 新幹線955形電車（廃系列・試験用）

#### 中央新幹線（リニア）系統
- MLX01（廃系列・試験用）
- L0系（試験用）

#### 東北・北海道・秋田・山形・上越・北陸（長野）新幹線系統
- 新幹線200系電車（廃系列、249形・248形ダブルデッカー車は除く）
- 新幹線E2系電車
- 新幹線E3系電車
- 新幹線E4系電車（廃系列）
- 新幹線E5系・H5系電車
- 新幹線E6系電車
- 新幹線E7系・W7系電車
- 新幹線E8系電車
- 新幹線E926形電車（事業用）
- 新幹線952形・953形電車（廃系列・試験用）
- 新幹線E954形電車（廃系列・試験用）
- 新幹線E955形電車（廃系列・試験用）
- 新幹線E956形電車（試験用）
- 新幹線962形電車（廃系列・試験用→事業用）

### 日本国有鉄道→JRグループ在来線

#### 日本国有鉄道
- 国鉄63系電車（廃系列・ジェラルミン製、モハ63900 - 63902号車、サハ78200 - 78202号車のみ）
- 国鉄203系電車（廃系列・JR東日本に承継）
- 国鉄301系電車（廃系列・JR東日本に承継）
- 国鉄381系電車（廃系列・JR東海、JR西日本に承継）
- 国鉄591系電車（試験用・廃系列）
- 国鉄キハ391系気動車（試験用・廃系列）
- 国鉄オハ35系客車（廃系列・ジェラルミン製、オロ40形98 - 102号車のみ）
- 国鉄タキ8400形貨車（廃系列・日本軽金属の私有貨車）
- 国鉄タキ10500形貨車（廃系列・昭和電工の私有貨車）

#### 北海道旅客鉄道（JR北海道）
- JR北海道735系電車
- JR北海道737系電車

#### 東日本旅客鉄道（JR東日本）
- JR東日本E257系電車
- JR東日本E259系電車
- JR東日本E261系電車
- JR東日本E353系電車
- JR東日本E653系電車
- JR東日本E655系電車
- JR東日本E657系電車
- JR東日本E751系電車
- JR東日本EV-E801系電車
- JR東日本E991系電車（試験用・廃系列）

#### 西日本旅客鉄道（JR西日本）
- JR西日本271系電車
- JR西日本273系電車
- JR西日本287系電車
- JR西日本683系電車
  - JR西日本289系電車（683系を直流専用に改造したもの）
- JR西日本87系気動車（付随車の2・3・4・8・9号車のみ）

#### 九州旅客鉄道（JR九州）
- JR九州305系電車
- JR九州815系電車
- JR九州817系電車
- JR九州BEC819系電車
- JR九州821系電車
- JR九州883系電車（1000番台のみ）
- JR九州885系電車
- JR九州77系客車

#### 鉄道総合技術研究所（鉄道総研・JR総研）
- GCT01形0番台（廃系列・試験用）
- GCT01形200番台（廃系列・試験用）
- FGT-9001形（廃系列・試験用）

### 私鉄・公営・第三セクター鉄道

#### 札幌市交通局
- 札幌市交通局3000形電車（廃系列）
- 札幌市交通局5000形電車
- 札幌市交通局6000形電車（廃系列）
- 札幌市交通局7000形電車（廃系列）
- 札幌市交通局8000形電車
- 札幌市交通局9000形電車

#### 仙台市交通局
- 仙台市交通局1000系電車
- 仙台市交通局2000系電車
- 仙台市交通局3000系電車

#### 東武鉄道
- 東武100系電車
- 東武N100系電車
- 東武50000系電車
- 東武60000系電車
- 東武70000系電車
- 東武80000系電車

#### 上毛電気鉄道
- 上毛電気鉄道800形電車（東京メトロ03系の譲渡車）

#### 首都圏新都市鉄道（つくばエクスプレス）
- 首都圏新都市鉄道TX-1000系電車
- 首都圏新都市鉄道TX-2000系電車
- 首都圏新都市鉄道TX-3000系電車

#### 京成電鉄
- 京成AE形電車 (2代)
- 京成1600形電車（廃系列・モハ1602号車、クハ1601号車のみ）
- 新京成電鉄300形電車（廃系列・307号車のみ）

#### 山万
- 山万1000形電車

#### 千葉都市モノレール
- 千葉都市モノレール0形電車
- 千葉都市モノレール1000形電車

#### 東葉高速鉄道
- 東葉高速鉄道2000系電車（東京メトロ05系と共通設計）

#### 舞浜リゾートライン（ディズニーリゾートライン）
- Type X（10形）「リゾートライナー」（廃系列）
- Type C（100形）「リゾートライナー」

#### 秩父鉄道
- 秩父鉄道300系電車（廃系列・サハ352号車のみ）

#### 西武鉄道
- 西武001系電車
- 西武6000系電車（6050番台のみ）
- 西武20000系電車
- 西武30000系電車
- 西武40000系電車

#### 埼玉新都市交通（ニューシャトル）
- 埼玉新都市交通2020系電車

#### 埼玉高速鉄道
- 埼玉高速鉄道2000系電車

#### 東京地下鉄（東京メトロ）
- 営団01系電車（廃系列）
- 営団02系電車（廃系列）
- 営団03系電車（廃系列）
- 営団05系電車
- 営団06系電車（廃系列）
- 営団07系電車
- 営団08系電車
- 東京メトロ1000系電車
- 東京メトロ2000系電車
- 営団5000系電車（廃系列・一部の車両）
- 営団6000系電車（廃系列）
- 営団7000系電車（廃系列）
- 営団8000系電車
- 営団9000系電車
- 東京メトロ13000系電車
- 東京メトロ15000系電車
- 東京メトロ16000系電車
- 東京メトロ17000系電車
- 東京メトロ18000系電車

#### 東京都交通局
- 東京都交通局H形電車（廃形式・上野懸垂線用）
- 東京都交通局30形電車（廃形式・上野懸垂線用）
- 東京都交通局40形電車（廃形式・上野懸垂線用）
- 東京都交通局330形電車（日暮里・舎人ライナー用）
- 東京都交通局12-000形電車（試作車は除く）
- 東京都交通局12-600形電車

#### ゆりかもめ
- ゆりかもめ7300系電車

#### 東京モノレール
- 東京モノレール600形電車（廃系列）
- 東京モノレール700形・800形電車（廃系列）
- 東京モノレール1000形電車
- 東京モノレール2000形電車
- 東京モノレール10000形電車

#### 多摩都市モノレール
- 多摩都市モノレール1000系電車

#### 東急電鉄
- 東急7200系電車（廃系列・デハ7200→デヤ7200号車、クハ7500→クヤ7590号車のみ）

#### 京浜急行電鉄
- 京急1500形電車（1987年製造車以降）
- 京急600形電車 (3代)
- 京急1000形電車 (2代)（5次車まで）
- 京急2100形電車

#### 小田急電鉄
- 小田急500形電車 （廃系列・向ヶ丘遊園モノレール用）
- 小田急50000形電車（定期運用離脱）
- 小田急60000形電車
- 小田急70000形電車

#### 相模鉄道
- 相鉄6000系電車（廃系列・モハ6021号車のみ）
- 相鉄7000系電車（廃系列）
- 相鉄8000系電車
- 相鉄9000系電車
- 相鉄20000系電車

#### 横浜市交通局
- 横浜市交通局10000形電車

#### 湘南モノレール
- 湘南モノレール300形電車
- 湘南モノレール400形電車
- 湘南モノレール500形電車
- 湘南モノレール5000系電車

#### 小田急箱根
- 箱根登山鉄道ケ100・ケ200形客車（廃形式）

#### 越後交通（廃止）
- 栃尾鉄道モハ210形電車（廃形式）

#### 北越急行
- 北越急行683系電車（JR西日本683系をベースに最高速度160km/h対応を施したもの、JR西日本に譲渡）

#### 長野電鉄
- 長野電鉄3000系電車（東京メトロ03系の譲渡車）

#### 北陸鉄道
- 北陸鉄道03系電車（東京メトロ03系の譲渡車）
- 北陸鉄道6010系電車（廃系列）

#### 大井川鐵道
- 大井川鐵道6010系電車（廃系列・北陸鉄道6010系の譲渡車）

#### 名古屋鉄道
- 名鉄MRM100形電車（廃系列・犬山遊園モノレール用）

#### 名古屋市交通局
- 名古屋市交通局N3000形電車（N3101編成のみ）
- 名古屋市交通局5000形電車（廃系列）

#### 愛知高速交通（リニモ）
- 愛知高速交通100形電車

#### 近畿日本鉄道
- 近鉄1220系電車
- 近鉄1422系電車
- 近鉄3200系電車
- 近鉄3220系電車（シリーズ21）
- 近鉄5800系電車
- 近鉄5820系電車（シリーズ21）
- 近鉄6400系電車
- 近鉄6820系電車（シリーズ21）
- 近鉄8000系電車（8069Fのみ）
- 近鉄9020系電車（シリーズ21）
- 近鉄9200系電車（サ9350形→サ9310形のみ）
- 近鉄8A系電車

#### 京都市交通局
- 京都市交通局10系電車
- 京都市交通局20系電車

#### 京阪電気鉄道
- 京阪3000系電車 (2代)
- 京阪5000系電車（廃系列）
- 京阪6000系電車
- 京阪7000系電車
- 京阪7200系電車
- 京阪8000系電車（8800形ダブルデッカー車、8081Fは除く）
- 京阪9000系電車
- 京阪10000系電車
- 京阪13000系電車

#### 大阪モノレール
- 大阪高速鉄道1000系電車
- 大阪高速鉄道2000系電車
- 大阪高速鉄道3000系電車

#### 大阪市交通局 → 大阪市高速電気軌道（Osaka Metro）
- 大阪市交通局10系電車（廃系列）
- 大阪市交通局20系電車（旧20系のみ）
- 大阪市交通局30系電車（廃系列・一部の車両、一部は北大阪急行電鉄8000形の譲渡車）
- 大阪市交通局60系電車（廃系列）
- 大阪市交通局70系電車
- 大阪市交通局80系電車
- Osaka Metro400系電車

#### 北大阪急行電鉄
- 北大阪急行電鉄8000形電車 (初代)（廃系列・大阪市交通局（現:Osaka Metro）に譲渡）
- 北大阪急行電鉄8000形電車 (2代)

#### 南海電気鉄道
- 大阪府都市開発5000系電車
- 大阪府都市開発7000系電車
- 南海コ1形客車 (2代)（廃形式・高野山ケーブル用）
- 南海N10・20形客車（高野山ケーブル用）

#### 阪急電鉄
- 阪急1000系電車 (2代)
- 阪急1300系電車 (2代)
- 阪急2000系電車 (2代)
- 阪急2300系電車 (2代)
- 阪急6000系電車（6000Fのみ）
- 阪急7000系電車（7011F・7021F以降）
- 阪急7300系電車（7302F以降）
- 阪急8000系電車
- 阪急8200系電車
- 阪急8300系電車
- 阪急9000系電車
- 阪急9300系電車

#### 能勢電鉄
- 能勢電鉄7200系電車（阪急6000系・7000系の譲渡車、阪急6000系出自の車両は除く）

#### 神戸市交通局
- 神戸市交通局1000形電車 (鉄道)（廃系列）
- 神戸市交通局2000形電車（廃系列）
- 神戸市交通局3000形電車（廃系列）
- 神戸市交通局5000形電車
- 神戸市交通局6000形電車
- 北神急行電鉄7000系電車（廃系列）

#### 神戸新交通
- 神戸新交通1000型電車（廃系列）
- 神戸新交通3000型電車
- 神戸新交通8000型電車（廃系列）

#### 神戸電鉄
- 神戸電鉄2000系電車
- 神戸電気鉄道3000系電車
- 神戸電鉄5000系電車

#### 山陽電気鉄道
- 山陽電気鉄道2000系電車（5次車のみ）
- 山陽電気鉄道3000系電車（3000系1次車と2次車の3500・3501号車、3050系7 - 12次車）
- 山陽電気鉄道5000系電車
- 山陽電気鉄道5030系電車
- 山陽電気鉄道6000系電車

#### 姫路市交通局（廃止）
- 姫路市交通局100形・200形電車（廃系列）

#### スカイレールサービス（廃止）
- スカイレール200形客車（廃形式）

#### 広島電鉄
- 広島電鉄5000形電車（国内の路面電車で唯一の採用事例）

#### 広島高速交通
- 広島高速交通7000系電車

#### 北九州高速鉄道
- 北九州高速鉄道1000形電車

#### 福岡市交通局
- 福岡市交通局3000系電車
- 福岡市交通局4000系電車

#### 熊本電気鉄道
- 熊本電気鉄道01形電車（東京メトロ01系の譲渡車）
- 熊本電気鉄道03形電車（東京メトロ03系の譲渡車）

#### 沖縄都市モノレール
- 沖縄都市モノレール1000形電車

## 東アジア（日本以外）

### 大韓民国

#### 高速鉄道（KTX・SRT）
- 韓国鉄道公社110000系電車
- 韓国鉄道公社120000系電車
- SR130000系電車
- 韓国鉄道公社150000系電車
- 韓国鉄道公社160000系電車
- HSR-350x（試験用）
- HEMU-430X（試験用）

#### 首都圏電鉄
- ソウル特別市都市鉄道公社SR000系電車
- ソウル特別市都市鉄道公社5000系電車（4次車のみ）
- 韓国鉄道3000系電車（3次車のみ）
- 韓国鉄道公社331000系電車（1次車のみ）
- 韓国鉄道公社391000系電車（2次車のみ）
- 南ソウル軽電鉄SL000系電車

#### 韓国鉄道公社（首都圏電鉄区間を除く）
- 韓国鉄道公社200000系電車
- 韓国鉄道公社210000系電車
- 韓国鉄道公社220000系電車

### 中華人民共和国

#### 高速鉄道
磁気浮上式
- 上海トランスラピッド

鉄輪式
- 中国国鉄DJJ2型電車（廃系列）
- 中国高速鉄道CRH1型電車（CRH1A-A型、CRH1E-NG型、CRH380D型のみ）
- 中国高速鉄道CRH2型電車（日本のE2系新幹線電車をベースに製造）
- 中国高速鉄道CRH3型電車
- 中国高速鉄道CRH5型電車
- 中国高速鉄道CRH6型電車
- 中国高速鉄道CRH380A型電車
- 中国高速鉄道CR400AF型電車
- 中国高速鉄道CR400BF型電車

#### 北京地下鉄
- 北京地下鉄DK20型電車
- 北京地下鉄DKZ5型電車
- 北京地下鉄SFX01型電車

#### 上海軌道交通
- 上海軌道交通01A01、01A02型電車
- 上海軌道交通05C01型電車
- 上海軌道交通11A01型電車
- 上海軌道交通16A01型電車

#### 広州地下鉄
- 広州地下鉄L1形電車

#### 重慶軌道交通
- 重慶軌道交通QKZ2型電車（大阪高速鉄道2000系電車をベースに製造）
- 重慶軌道交通QKZ11型電車

### 中華民国

#### 台湾高速鉄道
- 台湾高速鉄道700T型電車 （日本の700系新幹線電車をベースに製造）
- 台湾高速鉄道N700ST型電車 （日本のN700S系新幹線電車をベースに製造）

#### 台湾鉄路公司
- 台湾鉄路管理局TEMU1000型電車
- 台湾鉄路管理局TEMU2000型電車
- 台湾鉄路管理局EMU3000型電車

## 東南アジア

### フィリピン

#### フィリピン国鉄（PNR）
- フィリピン国鉄203型客車（JR東日本203系の譲渡車、客車として使用）

### ベトナム

#### ホーチミン・メトロ
- ホーチミン・メトロ1号線電車

### インドネシア

#### 高速鉄道（Whoosh）
- KCIC 400AF型電車

#### KRLコミューターライン
- KRL Seri 6000型電車（東京メトロ6000系の譲渡車）
- KRL Seri 7000型電車（東京メトロ7000系の譲渡車）
- KRL Seri 203型電車（JR東日本203系の譲渡車）
- KRL Seri 05型電車（東京メトロ05系の譲渡車）

### タイ王国

#### タイ国有鉄道(SRT)
- タイ国鉄1000系電車

この一覧は未完成です。加筆、訂正して下さる協力者を求めています。